# La sombra del ciprés es alargada (película)
La sombra del ciprés es alargada es una película hispano-mexicana dirigida por Luis Alcoriza (1989-1990).
Basada en la novela homónima de Miguel Delibes, inicialmente llevaba por título Los Cuatro Postes.
Las localizaciones en España fueron grabadas en Ávila, Talamanca de Jarama o Vigo. Sin embargo, primero se grabaron las localizaciones de México.

## Argumento
La película se inicia con la llegada del tren a la estación de Ávila. Es 1929 y un niño de nueve años huérfano, de nombre Pedro, acompañado por su tío y tutor, entra a vivir como pensionado en la austera casa abulense de Don Mateo un maestro autodidacta que a partir de ese momento será el encargado de su educación. En la casa están también Doña Gregoria y Martina, esposa e hija del maestro, y también su perro Bony. Más tarde hace aparición Alfredo, huérfano de padre, rebelde y aventurero, que adora el mar, y que será compañero de habitación y estudios de Pedro. Desafortunadamente Alfredo, enfermo de tisis, fallece. La vida sencilla, las relaciones con sus compañeros y la especial relación entre la vida y la muerte inculcada por Don Mateo influyen definitivamente en la vida de Pedro. 
En una segunda parte y pasados los años Pedro -que es capitán de barco mercante- conocerá a una joven antropóloga (Dany Prius) en Veracruz, hija de un republicano español exiliado, que le hace replantearse toda su vida y sus ideales. Pero un fatal accidente de tráfico en el puerto hará que todo vuelva a los orígenes.

## Reparto
- Emilio Gutiérrez Caba como Don Mateo Lesmes.
- Fiorella Faltoyano como Doña Gregoria, esposa de Don Mateo.
- Naëlle de Prados como la pequeña Martina.
- Ivan Fernández, como Pedro niño.
- Miguel Ángel García, como Alfredo.
- Juan José Guerenabarrena como Pedro mayor.

## Premios
Medallas del Círculo de Escritores Cinematográficos de 1991
| Categoría     | Persona           | Resultado |
| ------------- | ----------------- | --------- |
| Mejor montaje | José Antonio Rojo | Ganador   |